# Edmundo Cetina Velázquez
Edmundo Cetina Velázquez (Tenosique, Tabasco; 1896 - Villahermosa, Tabasco; 1959), filósofo y escritor mexicano que dejó un legado en la memoria de la sociedad tabasqueña de principios del siglo XX.

## Su vida
Edmundo Cetina nació en la villa de Tenosique, el año de 1896, siendo hijo legítimo de Joaquín Cetina Moreno  y de María de Jesús Velázquez. Descendiente de fundadores de Mérida de Yucatán, tenía antiguo parentesco con el poeta español Gutierre de Cetina y con Beltrán y Gregorio de Cetina, compañeros de Montejo en la Conquista de Yucatán. Su familia se radicó en San Juan Bautista de Tabasco.
Perdió a su padre, quien gerenciaba plantaciones de madera en la selva Lacandona, cuando él aún era muy pequeño. En San Juan Bautista de Tabasco realizó sus estudios elementales en la Escuela Manuel Romero Rubio y después en el Instituto Juárez, destacándose como uno de los mayores eruditos producidos por dicha institución. Más adelante, aprendió la teneduría de libros, profesión que desempeñó por algunos años. Durante mucho tiempo, 'don Mundo', como afectuosamente se le conocía en Villahermosa, se dedicó a la práctica de la medicina. Como médico empírico adquirió merecida fama de acertado en sus diagnósticos y en su administración de medicamentos que, en su mayoría, él mismo preparaba.
Pero Edmundo Cetina se distinguió, sobre todo, por su entrega apasionada y tesonera al estudio de la filosofía y las ciencias exactas. Solo, lejos de los grandes centros culturales, padeciendo la carencia de bibliotecas en el terruño, Edmundo Cetina se sumergió en el profundo océano de los estudios filosóficos y, si bien algunos de sus coterráneos le miraban con cierto desdén, los más y los mejores, le admiraban, sabiéndolo hombre sabio, recto, y noble, que, además, recibía el reconocimiento de intelectuales nacionales y extranjeros, por la profundidad y solidez de sus razonamientos.

## Su obra
Toda su obra, desafortunadamente, permanece inédita, hecho que lamentó y explicó el polifacético escritor y gobernador de Tabasco Francisco Javier Santamaría de la siguiente forma, «Por su preparación, por su talento, por su dedicación al estudio de la filosofía era una promesa para la cultura y el saber humanos...perdido en el cenobio crepuscular del ambiente provinciano, que ahoga toda actividad y toda inquietud espiritual, por el silencio mismo de su aislamiento». En los años cincuenta, Marcelino García-Junco, Profesor Emérito de Química Orgánica de la UNAM, prologó su libro Algunos balbuceos sobre una filosofía de la vida, el que, finalmente tampoco editó.
El profesor García-Junco en su introducción describe al biografiado como:
«...un viejo pensador tabasqueño, que sabiamente ha seguido la norma de jamás abandonar el terruño en busca de saber, sino ha hecho llegar a él, allá en la apartada y brumosa provincia, el pensamiento de la humanidad pretérita y presente. Ha podida a sus anchas declinar sus penetrantes facultades hacia la introspección durante más de treinta años, porque no ha llevado a las espaldas el lastre agoviante del elogio y, si en cambio, le han prestado alas la indiferencia y la crítica insana.»
Otra de sus obras importantes es Algunos aspectos de la Relatividad expuestos para un conato de estudio, en el cual ofrece la siguiente definición de La Verdad, «conocimiento que corresponde a la unidad integral del ser; el mundo del pensamiento nos revelará siempre un mundo exterior, sensible o abstracto; pero siempre unilateral. La Verdad que es la realidad, es patrimonio de la totalidad del ser». En diversos periódicos y revistas locales, Edmundo Cetina publicó ensayos breves sobre los temas que lo apasionaban, ensayos que se encuentran dispersos y en espara de ser rescatados.

## Reconocimientos
Practicante de medicina empírica y pensador de la condición existencial del hombre, Edmundo Cetina dejó escritas sus obras — aún inéditas —sobre diversos temas filosóficos de la vida y de la realidad. Quizá por esto, admirador entrañable de Albert Einstein, con quien incluso sostuvo correspondencia. Miembro destacado de la Asociación Meshico Grande organización que aglutinó a los pensamientos más lúcidos de la época a nivel nacional. Conocido y respetado por filósofos e intelectuales de la altura de José Vasconcelos, Noé de la Flor Casanova, Francisco Javier Santamaría, Carlos Pellicer, y Ramón Galguera Noverola (los cuatro últimos sus coterráneos). Fue reconocido con la medalla de oro "Sánchez Mármol" al mérito ciudadano durante el gobierno del licenciado Manuel Bartlett Bautista y condecorado por la Asociación Filosofía de Argentina. El Auditorio del Instituto Tecnológico de Villahermosa lleva su nombre al igual que una calle de la misma ciudad.
Según cuenta Doña Gabriela Gutiérrez Lomasto, Cronista de la Ciudad de Villahermosa, «La casa de don Mundo era una especie de santuario, de aula, de universo. A ella acudían tanto personas de calidad y rango como gente de condición humilde, lo mismo en busca de alivio que por respuestas a preguntas que los hombres se hacen buscando su verdadero ser. Su labor transcurrió en medio de una vida modesta, una gran dignidad y el aprecio de sus pacientes y amigos...Sus riquezas fueron su familia y sus libros. Vivieron en la calle Doña Marina, (actual calle "Doña Fidencia") del barrio de la Santa Cruz».

## Su fallecimiento
El 13 de noviembre de 1959 fallece en la capital tabasqueña, Villahermosa. La conocida Revista Tabasco en su necrología del biografiado reportó que el grupo México en el Arte y en la Cultura «envío al finado, muestras de aliento durante su enfermedad y ahora de pésame...>> y pronunció que <<Tabasco ha perdido a un gran intelectual en el mundo de la filosofía y de las letras...>>.